# Paternkofel
Paternkofel (důraz na druhou slabiku, tj. Patèrn; italsky Paterno nebo Monte Paterno) je 2744 m vysoká hora v Sextenských Dolomitech na hranici mezi Jižním Tyrolskem a italskou provincií Belluno. Jihotyrolské části jsou chráněny v přírodním parku Drei Zinnen.
Prvovýstup uskutečnili 11. září 1882 Franz Innerkofler a Erich Künigl z Gamsscharte (2650 m). Na severoseverozápadní hřeben Paternkofelu vystoupili v roce 1886 průvodci S. a C. Innerkofler s E. Biendlem.
Během první světové války se o horský vrchol vedly urputné boje mezi Rakušany a Italy, o čemž svědčí dodnes patrné pozice a lezecká zařízení. 4. července 1915 zahynul nedaleko vrcholu známý horolezec a horský vůdce Sepp Innerkofler, když se pokoušel dobýt horu od italských horských myslivců.
Paternkofel leží v bezprostřední blízkosti známých horských štítů Drei Zinnen, od kterých je oddělen sedlem Paternsattel. Paternkofel lze obejít na obohacující a hojně navštěvované túře od Rifugio Lavaredo (2344 m) přes Paternsattel (2454 m) k chatě Dreizinnenhütte (2405 m) a zpět přes Büllelejoch (2528 m). Pro zkušené turisty s určitou lezeckou zdatností je tu možnost dostat se na Paternkofel tunely, přes visutý most nebo po železných žebřících na starých horolezeckých zařízeních z první světové války, která byla opravena v letech 1974/75. Lehčí, ale nelehké výstupy se spojují na Gamsjochu, odkud na vrchol pokračuje krátkým strmým stěnovým stupněm a následným pěším terénem via ferrata Innerkofler-De Luca (obtížnost: B/C), pojmenovaná na počest Seppa Innerkoflera a jeho protivníka Piera de Luca. Na Paternkofel lze vystoupit tunelem, přes visuté mosty nebo po železných žebřících.

## Galerie

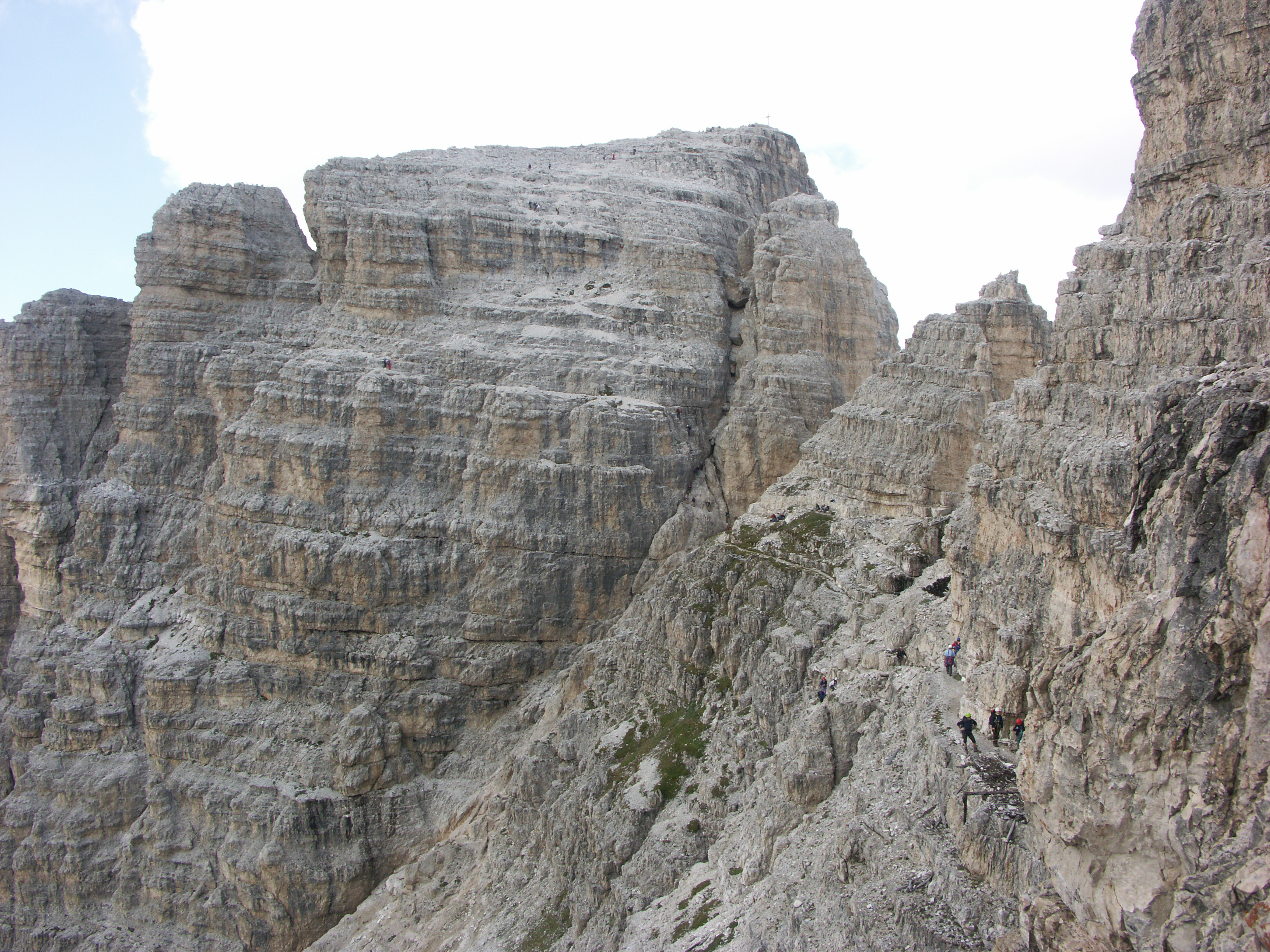
Vrcholová struktura Paternkofelu
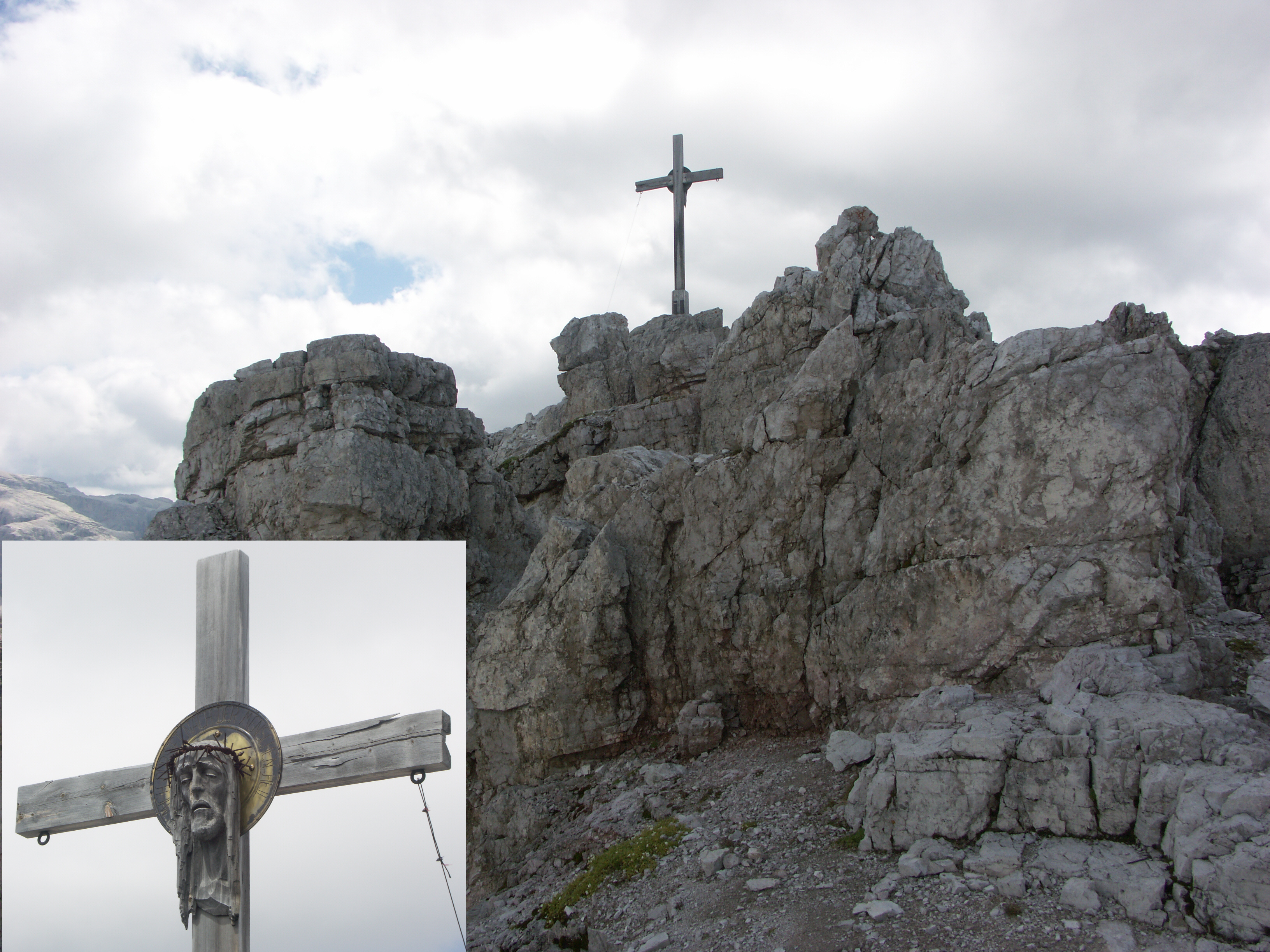
Kříž na vrcholu Paternkofelu
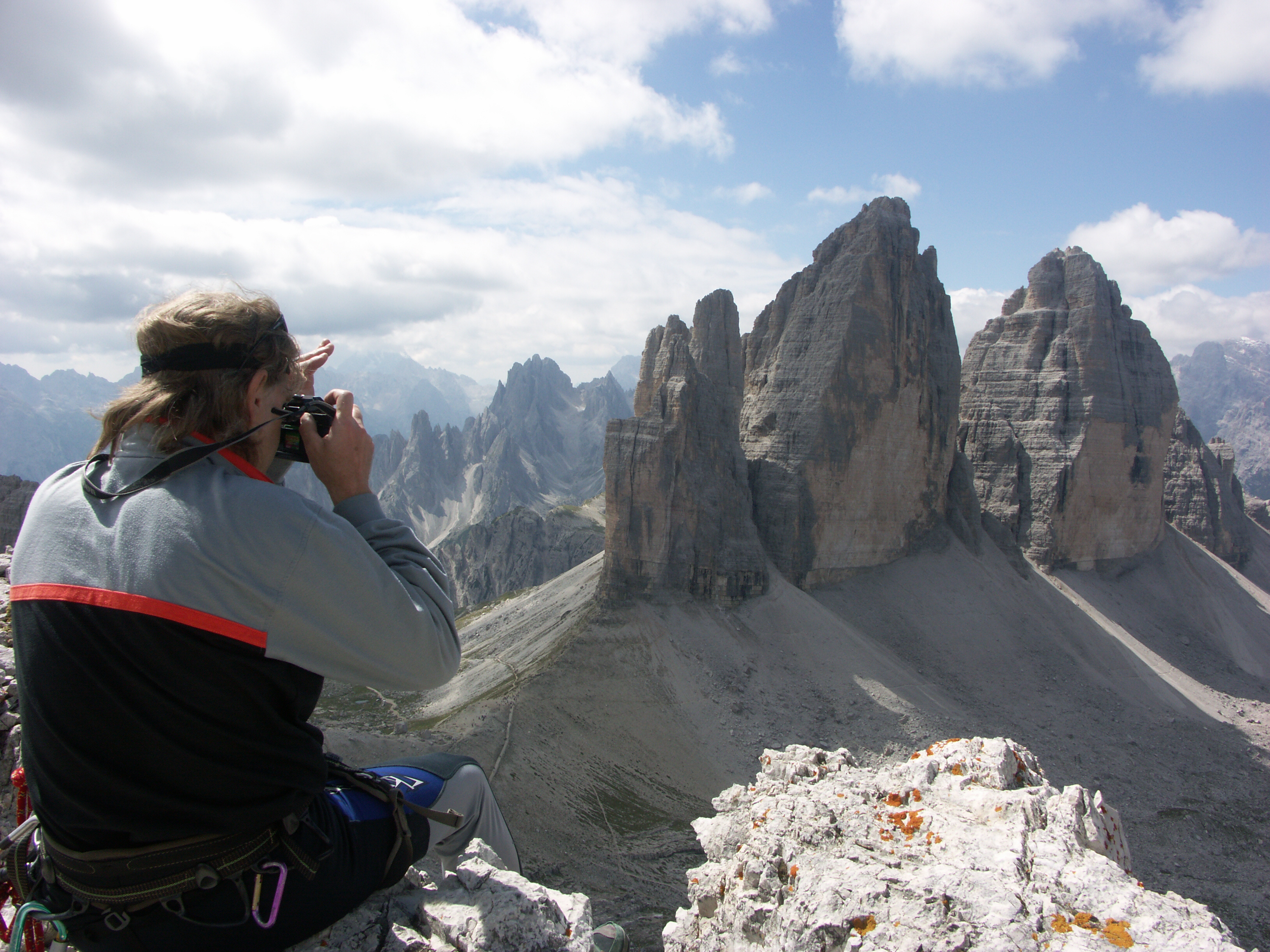
Pohled z vrcholu Paternkofelu na severní stěny Drei Zinnen
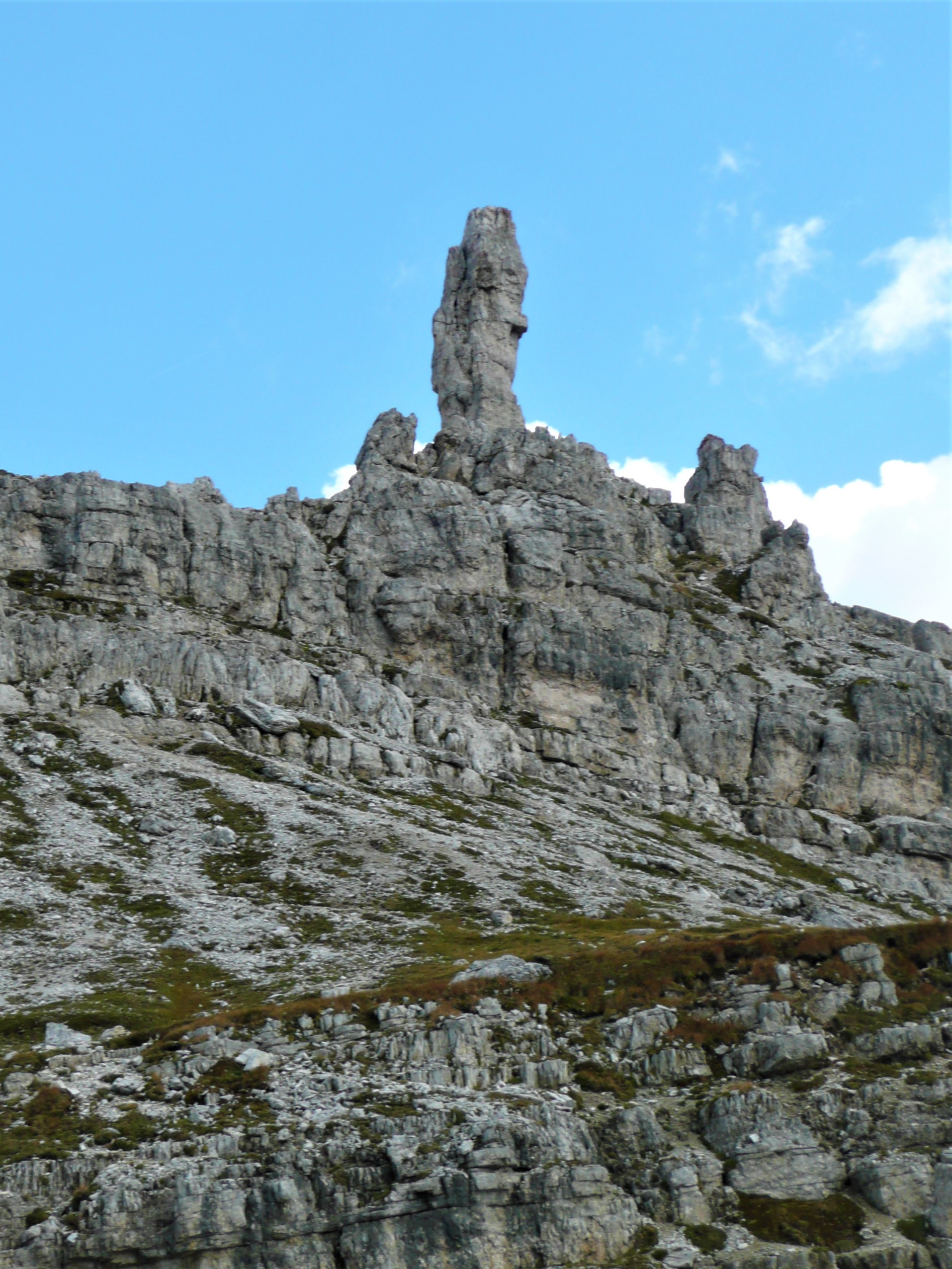
Frankfurther Würstl, výrazná skalní jehla na Paternkofelu